# Fors, Deux-Sèvres
Fors är en kommun i departementet Deux-Sèvres i regionen Nouvelle-Aquitaine i västra Frankrike. Kommunen ligger i kantonen Prahecq som tillhör arrondissementet Niort. År 2022 hade Fors 1 812 invånare.

## Befolkningsutveckling
Antalet invånare i kommunen Fors
| Referens: INSEE |